# (18830) Pothier
(18830) Pothier (1999 NZ35) – planetoida z pasa głównego asteroid okrążająca Słońce w ciągu 3,38 lat w średniej odległości 2,25 j.a. Odkryta 14 lipca 1999 roku.